# Jindřich Urbánek
Jindřich Urbánek (6. července 1884 Otice – 13. srpna 1964 Valašské Meziříčí) byl český a československý lékař a v roce 1918 krátce i poslanec Revolučního národního shromáždění za Československou stranu socialistickou.

## Biografie
Absolvoval české gymnázium v Opavě a pak studoval medicínu na Karlo-Ferdinandově univerzitě v Praze. Promoval roku 1911. Praxi získal na pražských klinikách pod vedením profesorů JosefaThomayera a Švehly. Od roku 1915 pracoval v Opavě jako praktický lékař a byl aktivní v Zemské správní komisi pro Slezsko. V roce 1918 nastoupil jako lékař do Slezské zemské nemocnice, kde byl od května 1920 se primářem interního ooddělení. V roce 1926 se stal prvním českým ředitelem Slezské zemské nemocnice. V roce 1931 nastoupil na post vedoucího zdravotní služby závodní nemocnice Vítkovických železáren v Ostravě. V letech 1945-1948 byl docentem interního lékařství na Karlově univerzitě a později byl členem ČSAV. Působil rovněž jako pedagog. Roku 1925 založil odbornou školu pro ošetřovatelky v Opavě.
Krátce zasedal v Revolučním národním shromáždění za Československou stranu socialistickou (dříve národní sociálové, pozdější národní socialisté). Mandátu se ujal v listopadu 1918, ale ještě téhož měsíce na něj rezignoval. Byl profesí lékařem.